# Pleurothyrium obovatum
Pleurothyrium obovatum är en lagerväxtart som beskrevs av H. van der Werff. Pleurothyrium obovatum ingår i släktet Pleurothyrium och familjen lagerväxter. Inga underarter finns listade i Catalogue of Life.